# Ars Musica (Chorbuch)
ars musica. Ein Musikwerk für Höhere Schulen ist eine von Gottfried Wolters in Zusammenarbeit mit Renate Krokisius herausgegebene Sammlung von Chorwerken, die für den schulischen Gebrauch zugelassen ist.
Die fünfbändige Reihe erschien von 1962 bis 1971 im  Möseler Verlag in Wolfenbüttel und Zürich in der Nachfolge der Singbewegung. Sie beanspruchte, die „Notwendigkeit der Bildung eines gültigen Lied-Kanons für das Schul-Ganze“ zu berücksichtigen. ars musica vereint Volkslieder sowie weltliche und geistliche Chorsätze. Darüber hinaus enthält es einen umfangreichen Apparat an Verzeichnissen der Lieder, Themen, Herkunft, Texte, Komponisten, Textdichter und Quellen.

## Die Bände im Einzelnen
- I Singbuch[4]
- II Chor im Anfang (gemischte Stimmen)
- III Chor im Anfang (gleiche Stimmen)
- IV Chorbuch für gemischte Stimmen
- V Chorbuch für gleiche Stimmen

Die Bände IV und V sind jeweils untergliedert in Chormusik in geschichtlicher Folge (Frühe geistliche Mehrstimmigkeit, Deutsches Cantus-Firmus-Lied und Chorlied bis 1700, Europäische Chormusik bis 1700, Geistliche Chormusik von Palestrina bis Mozart, Chormusik der Klassik und Romantik, Chormusik der Gegenwart) und Chormusik im Leben der Schule (Tageskreis, Jahreskreis, Feier, Lob der Musik, Geistlicher Festkreis des Jahres).